# Pinacoteca Tosio Martinengo
Die Pinacoteca Tosio Martinengo ist ein Kunstmuseum in Brescia, Italien. Das Museum wurde 1851 eröffnet und basiert auf der Privatsammlung von Paolo Tosio. Trägerin der Pinakothek ist seit 2007 die Stiftung Fondazione Brescia Musei.
Das Museum befindet sich im Palazzo Tosio. Das Gebäude wurde von 2009 bis 2018 renoviert, daher war das Museum während dieser Zeit geschlossen.
Die Sammlung besteht vor allem aus Gemälden regionaler Künstler aus dem 13. bis 18. Jahrhundert. Das berühmteste Gemälde ist Cristo benedicente von Raffael.

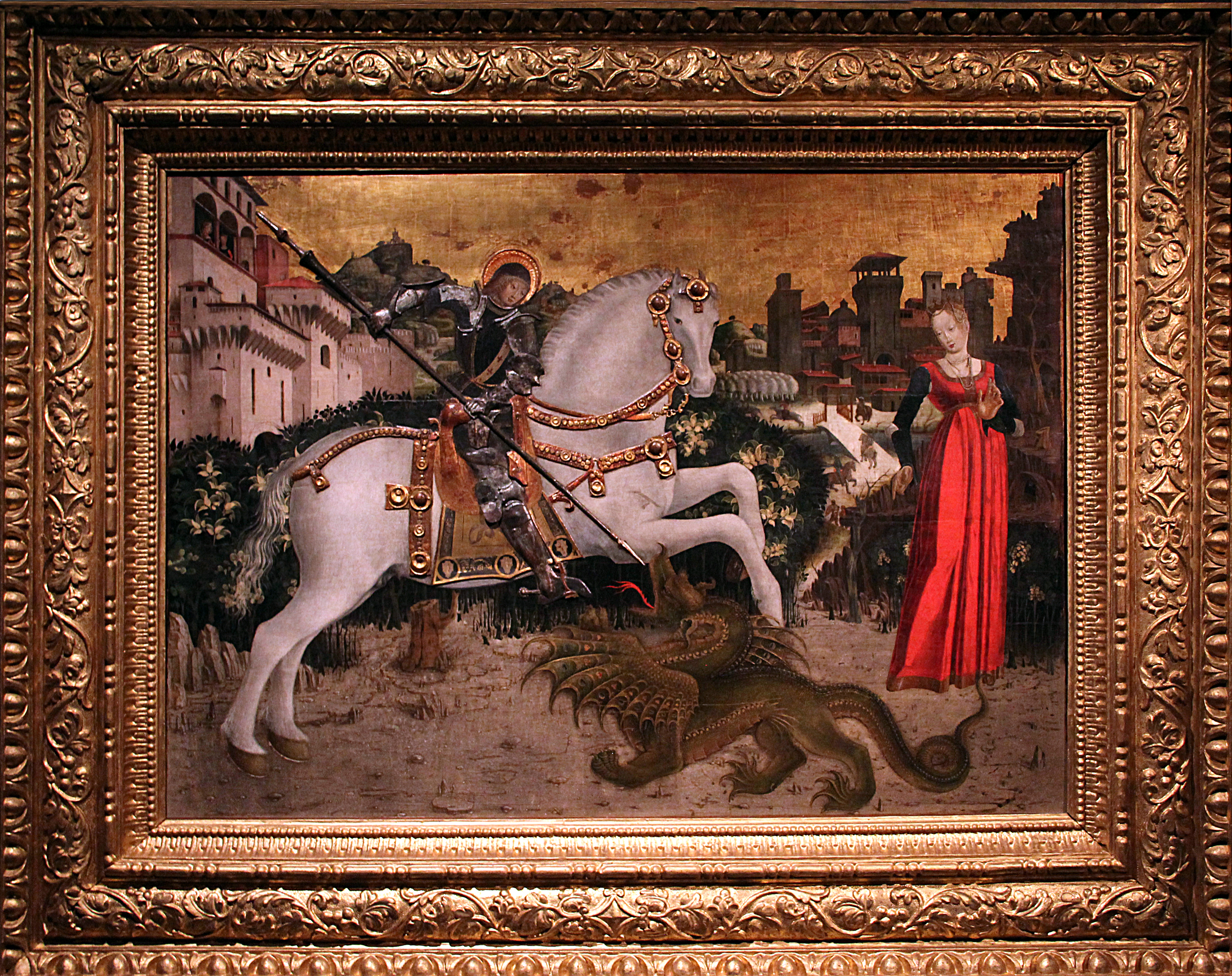
San Giorgio e la principessa (1460-1465), Antonio Cicognara.

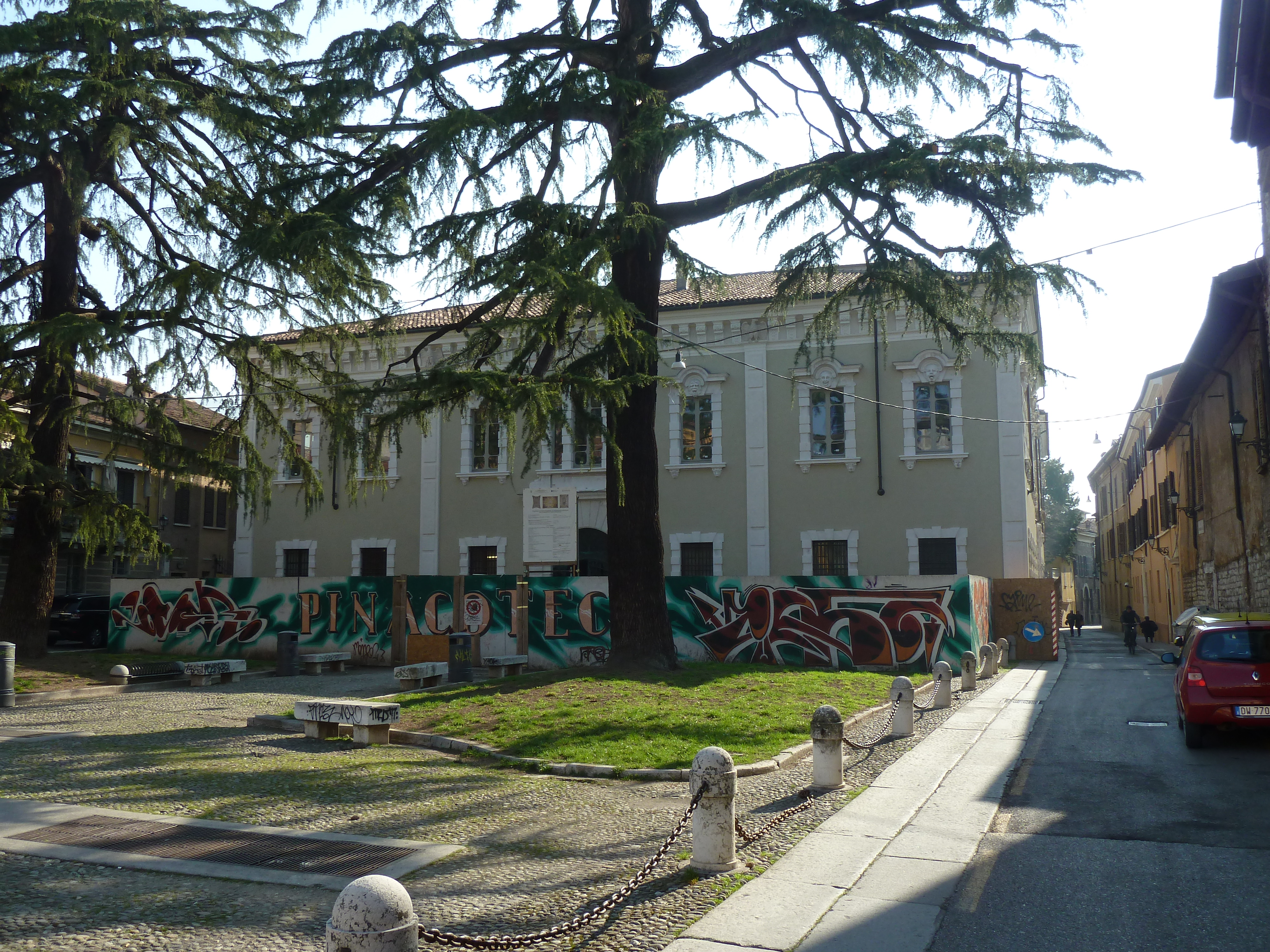
Pinacoteca Tosio Martinengo

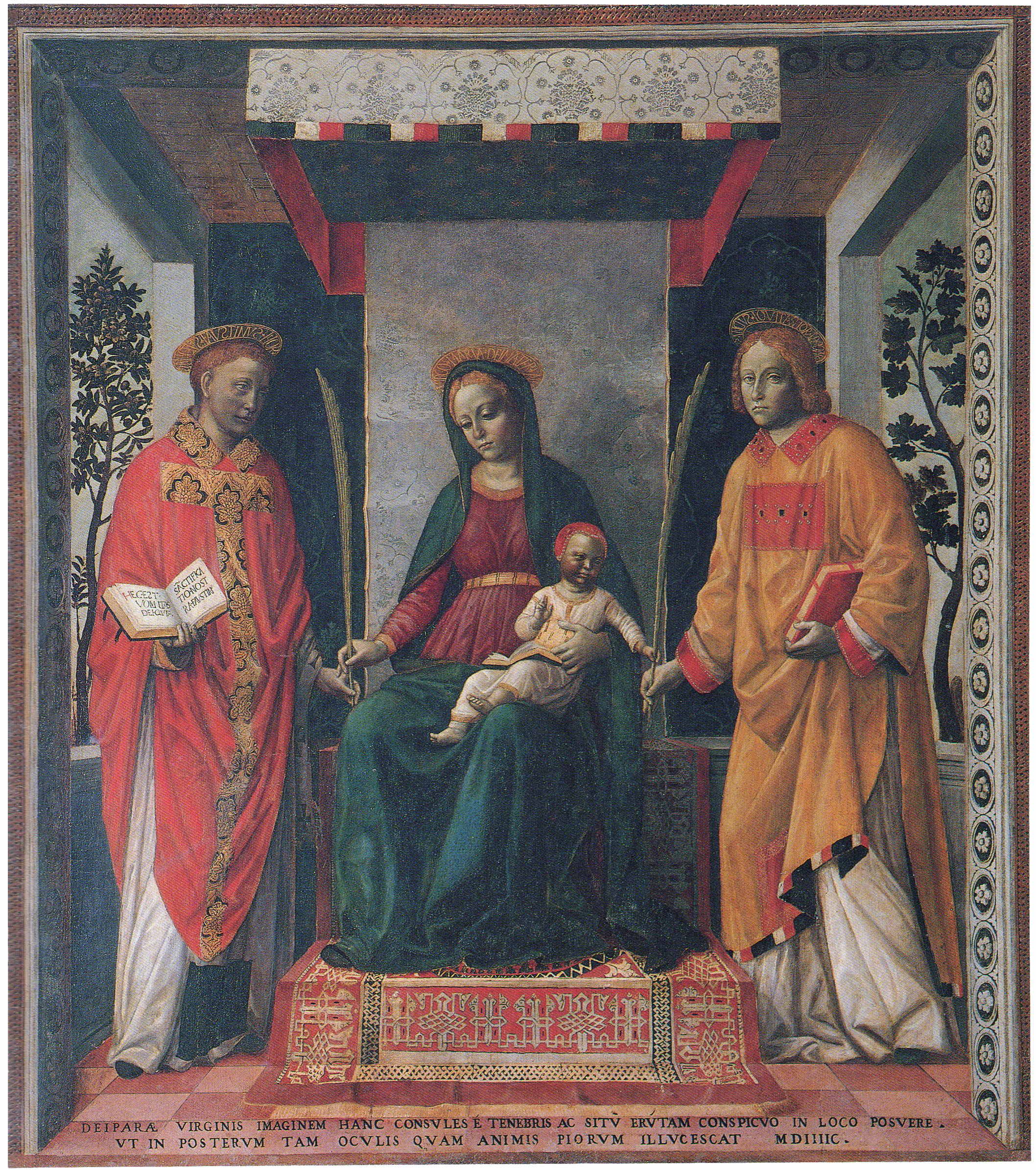
Vincenzo Foppa, Pala della Mercanzia

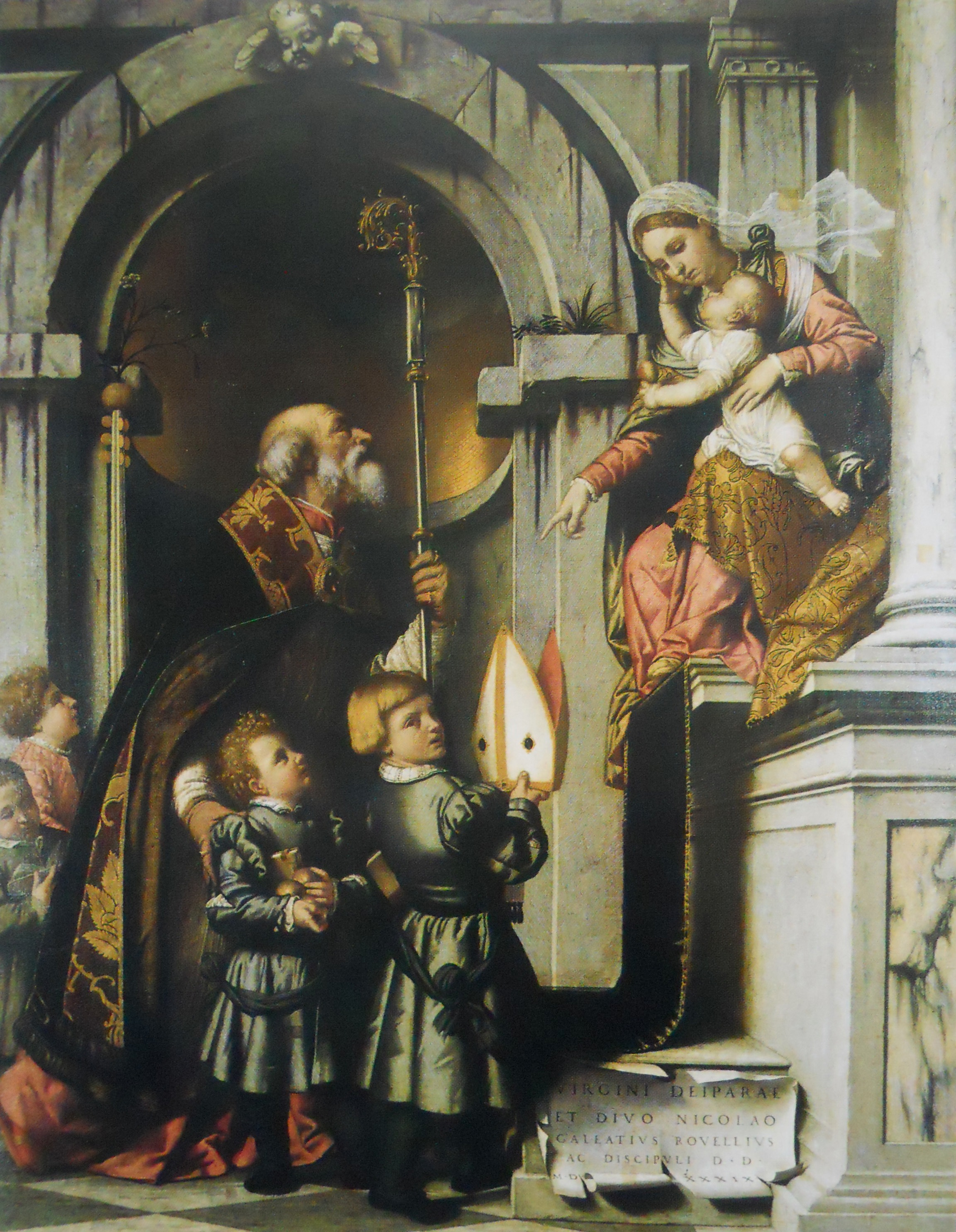
Moretto, Pala Rovelli

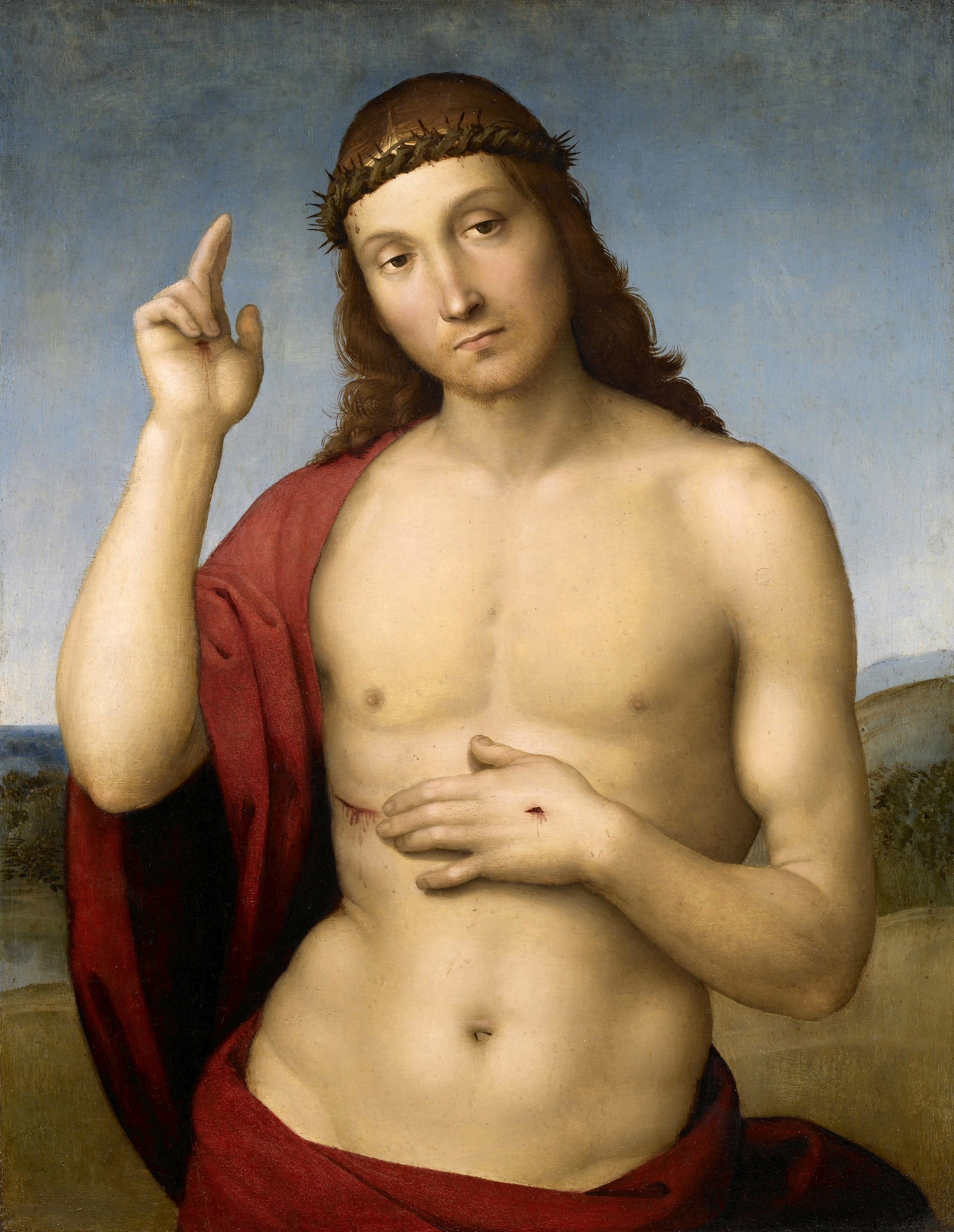
Raffael, Cristo benedicente

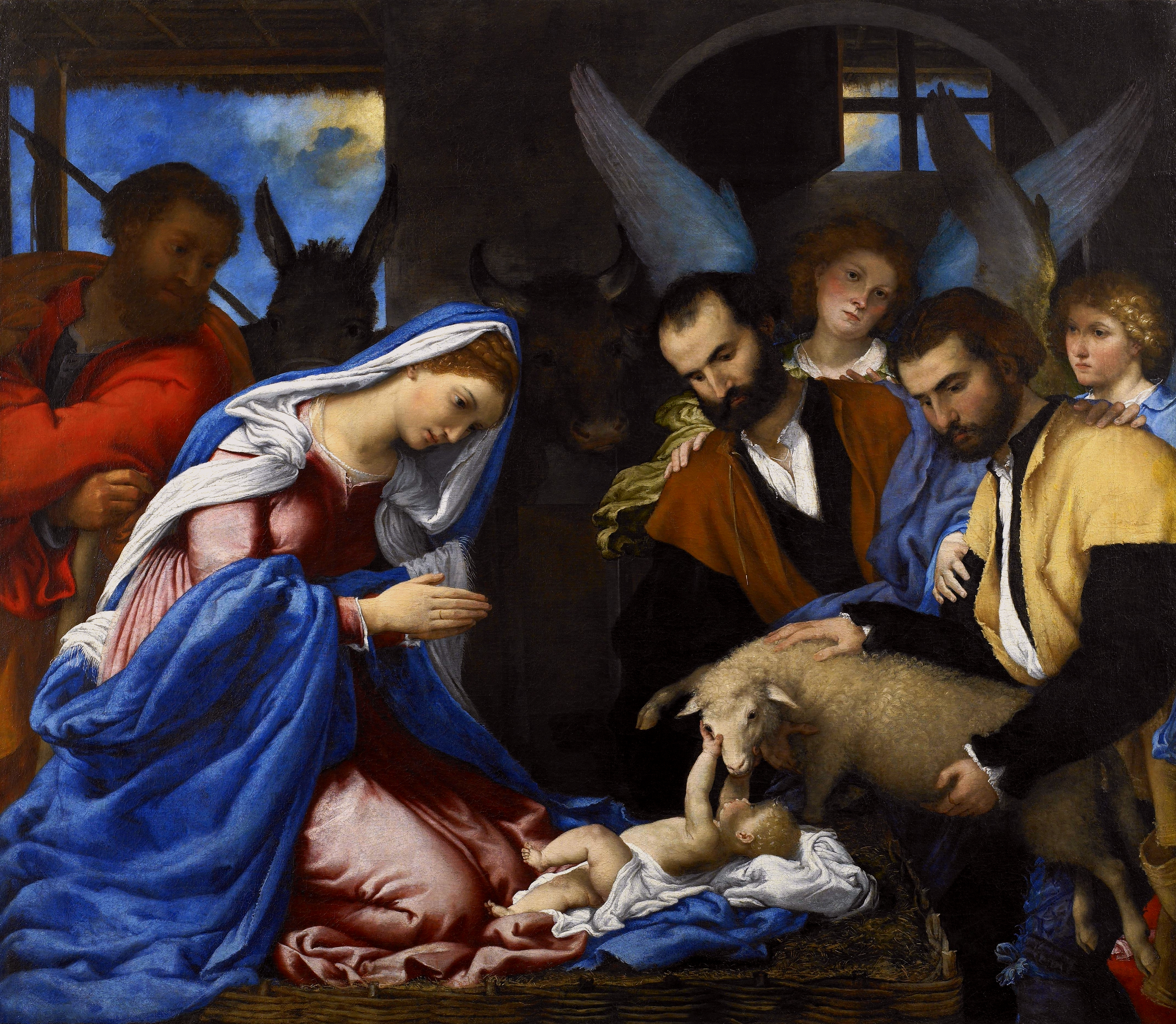
Lorenzo Lotto, Adorazione dei pastori

Die Dauerausstellung umfasst unter anderem:
Francesco Filippini
- Vae Tyrannis

Giacomo Ceruti genannt il Pitocchetto
- Ritratto di Giovanni Maria Fenaroli
- Lavandaia
- Due pitocchi
- Donne che lavorano
- I calzolai

Antonio Cicognara
- San Giorgio e la principessa

Marco Richiedei
- Incontro di Gesù con Maria

Giacomo Francesco Cipper genannt Todeschini
- Al mercato

Vincenzo Civerchio
- Polittico di San Nicola da Tolentino (mit San Nicola da Tolentino und San Rocco)

Modesto Faustini
- Floriano Ferramola e i soldati di Gaston de Foix

Vincenzo Foppa
- Pala della Mercanzia
- Stendardo di Orzinuovi

Luca Giordano
- L'astrologo (Eraclito)
- Il matematico (Democrito)

Ibrahim Kodra
- Figura di forme geometriche cilindriche

Lorenzo Lotto
- Adorazione dei pastori

Moretto
- Stendardo delle Sante Croci
- Pala di Sant'Eufemia
- Sant'Antonio da Padova tra i santi Antonio Abate e Nicola da Tolentino
- Annunciazione
- Cristo e l'angelo
- Salomè
- Cena in Emmaus
- Pala Luzzago
- Pala Rovelli
- Pentecoste
- Ritratto di gentiluomo con lettera
- Cristo cade sotto il peso della croce (affresco)
- Natività con San Gerolamo e un donatore girolimino

Giovanni Battista Moroni
- Ritratto di gentiluomo
- Ritratto di dottore
- San Faustino
- San Giovita

Francesco Napoletano
- Polittico di San Nicola da Tolentino (mit San Sebastiano)

Francesco Paglia
- Gioia caduca
- Felicità eterna
- Amore duraturo
- Passione effimera

Francesco Podesti
- Torquato Tasso a Ferrara

Romanino
- Pala di San Domenico
- Pala Avogadro
- Ritratto di gentiluomo
- San Gerolamo penitente
- Cena in casa di Simon fariseo (affresco)
- Cena in Emmaus (affresco)
- Natività
- Cristo portacroce

Filippo Roos genannt Rosa da Tivoli
- La sosta meridiana
- L'abbeverata del cavallo
- La sosta in riva al torrente
- L'abbeverata nel botro

Raffaello Sanzio
- Angelo
- Cristo benedicente

Giovanni Gerolamo Savoldo
- Ritratto di giovane flautista
- Adorazione dei pastori

Andrea Solario
- Cristo portacroce e un certosino in preghiera

Nicolas Tournier
- Flautista

Paolo Veneziano
- San Giovanni Battista, Sant'Agostino, Sant'Ambrogio e San Paolo, mit polittico dei santi Cosma e Damiano